# Marc Hansen

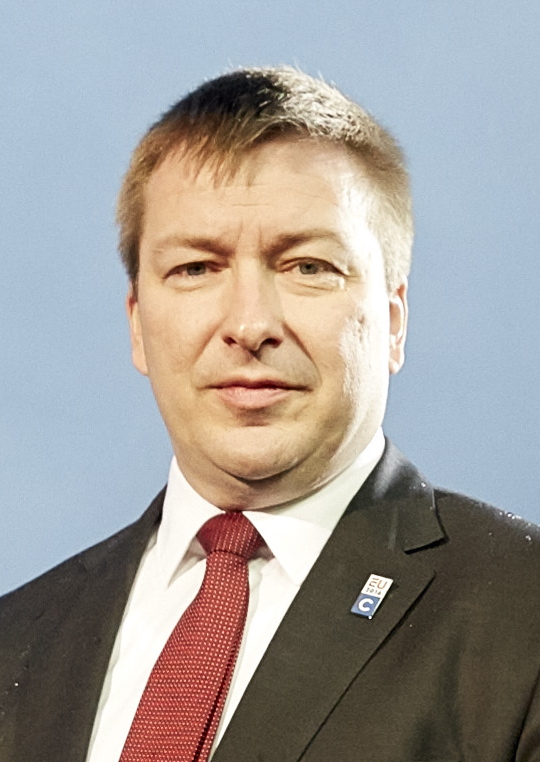
Marc Hansen (2016)

Marc Hansen (* 10. April 1971 in Luxemburg) ist ein luxemburgischer Politiker der Demokratischen Partei (DP).

## Leben
Seine politische Laufbahn begann 2005 im Gemeinderat der Gemeinde Useldingen, dem er bis 2014 angehörte. Auf Landesebene wurde er 2013 für die Demokratesch Partei im Bezirk Nord in das luxemburgische Parlament gewählt. Nach dem Rücktritt von Staatssekretär André Bauler übernahm Hansen im Jahr 2014 diesen Posten und wurde somit Staatssekretär im Bildungs- und Hochschulministerium. 2015 wurde er zusätzlich zur Unterstützung der damaligen Ministerin Maggy Nagel Staatssekretär im Wohnungsbauministerium. Nachdem Maggy Nagel Ende 2015 zurückgetreten war, wurde Hansen zum Minister für Wohnungsbau und zum delegierten Minister für Hochschule und Forschung befördert. In der Regierung Bettel II wurde er Minister für den öffentlichen Dienst, für die Beziehungen zum Parlament sowie beigeordneter Minister für Digitalisierung und Verwaltungsreform.
Beruflich war Hansen vor allem als Journalist tätig. Seine ersten Erfahrungen sammelte er beim Radio DNR. Von 1995 bis 2009 war er anschließend bei RTL Radio Lëtzebuerg und RTL Télé Lëtzebuerg als Moderator tätig. 2009 wechselte er in die Parteizentrale der DP als Fraktionsmitarbeiter. Von 2011 bis zu seiner Ernennung als Staatssekretär im Jahr 2014 war er Direktor des Verlages Éditions Lëtzebuerger Land.
Am 8. Oktober 2023 wurde Hansen bei der Kammerwahl 2023 nicht erneut in die Abgeordnetenkammer gewählt.